# Ochrosia glomerata
Ochrosia glomerata är en oleanderväxtart som först beskrevs av Carl Ludwig von Blume, och fick sitt nu gällande namn av Ferdinand von Mueller. Ochrosia glomerata ingår i släktet Ochrosia och familjen oleanderväxter. Inga underarter finns listade i Catalogue of Life.